# Ołeksandriwka (rejon heniczeski)
Ołeksandriwka (ukr. Олександрівка) – wieś na południu Ukrainy, w obwodzie chersońskim, w rejonie heniczeskim. Miejscowość liczy 1 163 mieszkańców.